# Chizzo Nápoli
Gustavo Fabián Nápoli (Buenos Aires, 1 de abril de 1967), más conocido como Chizzo Nápoli, es el cantante, guitarrista y  líder de la banda argentina de hard rock La Renga. Se encuentra entre los 10 mejores guitarristas argentinos, según la revista Rolling Stone.

## Biografía
Chizzo empezó a tocar guitarra a los 14 años, con una acústica que se había comprado trabajando de plomero. Después probó la eléctrica a los 15 años. Su primera banda la formó con compañeros de la secundaria y se llamó "Origen". Al respecto dijo: "Nos juntábamos con algunos compañeros de la secundaria a tocar todos los fines de semana. Un día, de pasada al colegio, conocí a un grupo de pibes que se juntaba en la esquina de la calle Homero y Garzón a tocar la guitarra, de esos encuentros surgió el primer proyecto que se llamó Origen".[cita requerida]
Después de Origen, surgió "Industrial", en donde tocaba con otros amigos de la nocturna. Como este proyecto también se disolvió, un amigo le presentó a un tal Raúl Dilelio de Mataderos, y ahí surgió "Cólera". Esta banda se disolvió cuando Nápoli hizo el servicio militar obligatorio de esa época. En ese contexto, fue asignado al Regimiento de Granaderos a Caballo, siendo en ese lugar donde comenzó a gestarse el apodo con el que es conocido. Según palabras de Dilelio, en una de las visitas que le realizara en el Regimiento, Nápoli le dijo "Raúl, ¿sabés cómo me dicen acá? Chizito" (bocadito aireado de copetín, hecho a base de queso). Dilelio asoció el apodo a la imagen de Nápoli, que en ese entonces era rubio y de contextura pequeña. Fue así que, al terminar su servicio, Raúl consideró que Gustavo había dejado de ser "Chizito" para pasar a ser "Chizzo".
Cuando finalizó su servicio, Dilelio lo buscó y le presentó a Gabriel Tete Iglesias, y éste trajo como baterista a su hermano Jorge Tanque Iglesias. Hacia fines de 1988, Chizzo, Raúl Locura Dilelio, Tete y Tanque decidieron juntarse para festejar la noche de año nuevo tocando en el barrio de Parque Avellaneda, en el pasaje León Pinelo, entre las calles Garzón y San Pedro. Esa noche fue la génesis de lo que llamaron, tiempo después, La Renga.

## Influencias musicales
Entre sus influencias se encuentran bandas y músicos como Jimi Hendrix, Adrian Belew, Neil Young, Vox Dei, Pappo y Divididos, entre otros. Entre sus bandas argentinas preferidas nombra a Patricio Rey y sus Redonditos de Ricota: 

"Los Redondos a nosotros nos gustan mucho (refiriéndose a "La Renga"). Lo que es distinto es la música y las letras. Y ellos son todavía más reservados que nosotros. Nuestras letras son más directas, pero las de Los Redondos son re grosas también. Nunca hablamos mal de Los Redondos ni tenemos nada en contra de ellos. Al contrario. Ensayamos en la misma sala y está todo bien. Hay notas que hacen tipo La Renga vs. Los Redondos entonces nosotros les pedimos disculpas porque nosotros nunca quisimos decir algo contra ellos ni nada. Esa es una de las razones por las que no damos tantas notas, porque te ponen cualquier cosa".
[cita requerida]

## Equipamiento

### Guitarras
- Gibson Firebird V 1975
- Ibanez Custom Agent 2405
- Fender Telecaster Nashville Deluxe
- Gibson Les Paul Classic
- Epiphone Genesis
- Gibson SG/Les Paul 1963
- Fender Stratocaster Anniversary 1979
- Ibanez SG Double Neck

### Amplificadores
- Marshall JCM 900
- Marshall Plexi
- Matchless Chieftan
- Mesa Boogie Dual Rectifier
- Orange

### Efectos
- RMC Wah-Wah
- Ibanez TS-9 Tube Screamer
- Zvex Fuzz Factory
- Roland GT-5
- Line 6 Delay Modeler DL4
- Zendrive